# Syngonanthus capillaceus
Syngonanthus capillaceus är en gräsväxtart som beskrevs av Silveira. Syngonanthus capillaceus ingår i släktet Syngonanthus och familjen Eriocaulaceae. Inga underarter finns listade i Catalogue of Life.